# Euroradar CAPTOR

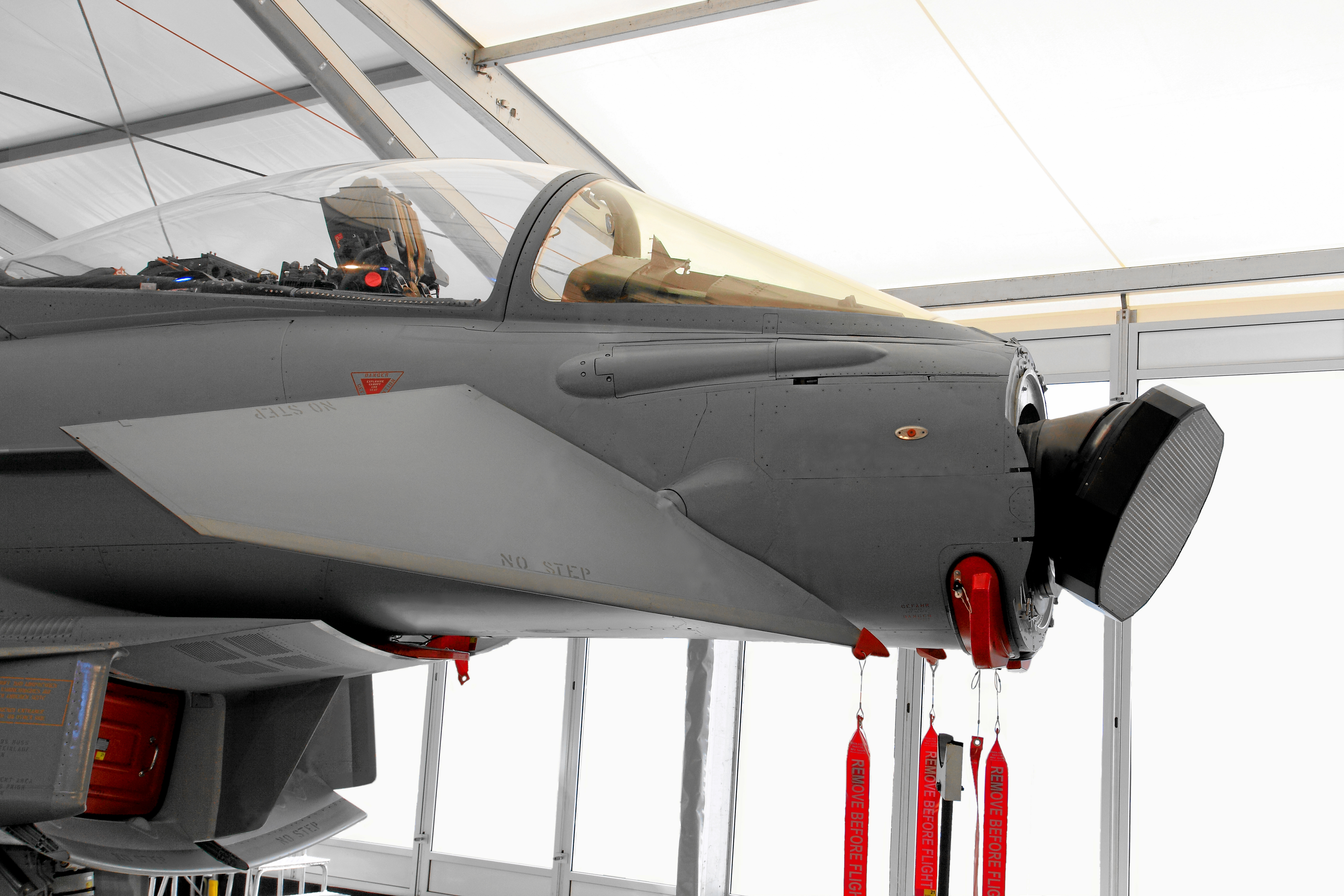
Il dimostratore del CAPTOR-E all’ILA di Berlino nel 2012.

L’Euroradar CAPTOR è un radar Doppler meccanico multimodale a impulsi di nuova generazione progettato per l'Eurofighter Typhoon. Lo sviluppo del CAPTOR ha portato al progetto AMSAR (Airborne Multirole Solid State Active Array Radar), il quale ha portato alla creazione del sistema CAESAR (CAPTOR Active Electronically Scanned Array Radar), ribattezzato CAPTOR-E.

## Sviluppo
Lo sviluppo è cominciato con l'ECR-90 presso l'azienda Ferranti di Edimburgo, dove sono stati prodotti svariati sistemi radar britannici. L'ECR-90 era basato sul Blue Vixen, progettato per il BAE Sea Harrier FA2. La selezione del radar è diventata uno dei maggiori ostacoli nello sviluppo del progetto EFA (come era conosciuto l'Eurofighter Typhoon in quel momento). Regno Unito, Italia e Spagna sostenevano l'adozione dell'ECR-90, mentre la Germania Ovest preferiva il MSD-2000, basato sull'AN/APG-65 statunitense e sviluppato da Hughes Aircraft, AEG e GEC.
Un accordo è stato raggiunto quando il segretario della difesa britannico Tom King ha assicurato al suo omologo della Germania Ovest Gerhard Stoltenberg che il governo britannico avrebbe sottoscritto il progetto e consentito a GEC di acquistare Ferranti Defence Systems. In seguito BAE Systems Avionics e le divisioni di elettronica militare di GEC (Ferranti, Marconi e Elliott Brothers) sono state unite.
Hughes citò in giudizio GEC per 600 milioni di dollari statunitensi per il suo ruolo nella selezione dell'EFA sostenendo che essa avrebbe fatto uso di tecnologie di proprietà di Hughes nell'ECR-90 dopo l'acquisizione di Ferranti. In seguito lasciò cadere l'accusa e ricevette 23 milioni di dollari di risarcimento.
Dopo questi eventi ci sono state ulteriori fusioni. BAE Systems Avionics si è unita a Galileo Avionica nel 2005 dando vita a SELEX Galileo, che nel 2013 in seguito ad altre fusioni è diventata Selex ES. Successivamente l'ECR-90 è stato rinominato CAPTOR. Lo sviluppo del radar oggi (2014) è portato avanti da Selex ES, Airbus e Indra.

### CAPTOR-E

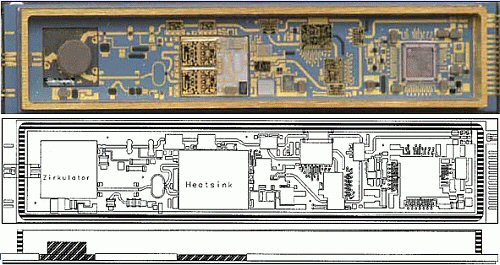
Il modulo di trasmissione e ricezione.

Nel 1993 è stato avviato un progetto di ricerca europeo per creare l'AMSAR (Airborne Multirole Solid State Active Array Radar), condotto dal consorzio GTDAR (GEC-Thomson-DASA Airborne Radar), oggi composto da Selex ES, Thales e Airbus. Esso si è evoluto nel progetto CAESAR (CAPTOR Active Electronically Scanned Array Radar), adesso noto come CAPTOR-E Active electronically scanned array.
Nel maggio 2007 per la prima volta un Eurofighter ha volato con un prototipo del CAPTOR-E. Il CAPTOR-E è basato sul radar CAPTOR attualmente utilizzato sugli Eurofighter Typhoon in servizio. La nuova generazione di radar è stata progettata per rimpiazzare le attuali antenne meccaniche e i trasmettitori ad alta potenza con un'antenna elettronica. Ciò fornirà nuove capacità di missione ai velivoli, tra cui la sorveglianza aerea. Il nuovo radar migliora la gittata dei missili aria-aria del velivolo e consente un'individuazione e tracciamento multipli più accurati e veloci. Nel luglio 2010 il consorzio Euroradar ha presentato un'offerta formale per fornire un radar AESA per l'Eurofighter. Il consorzio sostiene che l'introduzione di un radar AESA è un passo importante per favorire le ordinazioni da parte dei paesi stranieri.